# Anjinjaomby
Anjinjaomby est une commune rurale malgache, située dans la partie centrale de la région de Sava.